# Ґембалка
Ґембалка (пол. Gębałka, нім. Gembalken) — село в Польщі, у гміні Позездже Венґожевського повіту Вармінсько-Мазурського воєводства.
Населення — 87 осіб (2011).
У 1975-1998 роках село належало до Сувальського воєводства.

## Демографія
Демографічна структура станом на 31 березня 2011 року:
|          | Загалом | Допрацездатний вік | Працездатний вік | Постпрацездатний вік |
| -------- | ------- | ------------------ | ---------------- | -------------------- |
| Чоловіки | 45      | 10                 | 31               | 4                    |
| Жінки    | 42      | 17                 | 17               | 8                    |
| Разом    | 87      | 27                 | 48               | 12                   |